# Набережночелнинский автобус
Набережночелнинский автобус — система автобусного пассажирского городского транспорта в городе Набережные Челны. Маршрутная сеть города состоит из 11 автобусных маршрутов, на которых работает 135 единиц автобусов большой вместимости НЕФАЗ-5299, обслуживающих маршруты №1, 2, 3, 4, 5, 22, 10 и 26, а также несколько единиц автобусов малой вместимости, обслуживающих маршруты №8 и №9.  Единственным перевозчиком является МУП «Горкоммунхоз». По состоянию на 1 января 2025 года стоимость проезда составляет 40 рублей. Во всех автобусах действует электронная система оплаты проезда.

## История
Автотранспортное предприятие в Набережных Челнах было создано в декабре 1945 года. В послевоенные годы оно было единственным, осуществлявшим грузовые и пассажирские перевозки в восточном Закамье. АТП обслуживало Актанышский, Мензелинский, Сармановский и Заинский районы Республики Татарстан.
В конце 1960-х годах в Набережных Челнах работали всего 13 автобусов ПАЗ малой вместимости (20-местные), и такого парка явно было недостаточно. Уже с 1970 года он начал активно пополняться. В городе стали появляться автобусы ЛАЗ-695 средней вместимости (32-местные), которые пригоняли из Львова сами водители. Всего пассажирское автотранспортное предприятие получило около 600 таких машин. Вслед за ЛАЗами в бурно развивающихся Челнах, где строились КАМАЗ и Нижнекамская ГЭС, появились автобусы большой вместимости — ЛиАЗ-677.

Автобусы на конечной станции в 30-м комплексе (1972 год)

Изначально автобусное автотранспортное предприятие (АТП) размещалось на Элеваторной горе и стало насчитывать 3 тысяч человек. Перевозки осуществлялись по разным направлениям — межгород, пригород, город, завод. Маршруты формировались по пассажиропотоку. До появления Нового Города большая часть населения жила в поселке Сидоровка и во временных пригородных поселках — Энтузиастов, Колосок, Суровка, Надежда, Комсомольский, БСИ.
Проезд по городу стоил 5 копеек, а в пригородную зону — 20-30 копеек. Причем платили пассажиры не всегда кондуктору, а через кассовый аппарат, установленный в салоне, и сами отрывали билет. Затем на смену этой схеме самообслуживания пришла бескассовая — покупаемые книжечками в специальных киосках или в самом автобусе специальные талоны для поездки в общественном транспорте. В автобусе пассажир пробивал талон на компостере.
В 1977 году предприятие было преобразовано в крупнейшее в стране Производственное объединение пассажирского автотранспорта (ПОПАТ) с количеством подвижного состава 1600 единиц и численностью работающих более 5,5 тысячи человек.
Количество маршрутов постепенно увеличивалось — сначала курсировали 1, 2, 3, 5-й маршруты, затем появились 7-й и 10-й. С пуском заводов КАМАЗа транспорт работал в напряженном ритме. Последний водитель заезжал в автопарк в два часа ночи. Несмотря на то, что по одному маршруту пускали до 42 автобусов, они наполнялись через две-три остановки, и до конечной пассажиры ехали в полной тесноте. Личных машин в то время было мало, и практически все ездили на городском общественном транспорте — трамвае и автобусе. Разгрузить пассажиропоток позволила массовая эксплуатация венгерских автобусов большой вместимости Ikarus 260 и особо большой вместимости Ikarus 280 («гармошки»). К 1985 году начиная с 1983 года город получил 54 автобуса Ikarus 280. Они ездили по маршрутам № 1, 7, 10, 25 и прослужили около 20 лет. На менее напряжённых маршрутах продолжали эксплуатироваться ЛиАЗы-677, ЛАЗы-695, а также некоторое количество новых средних автобусов ЛАЗ-4202 с КАМАЗовскими двигателями, которые в СССР были мало в каких других городах.
В 1991 году на базе ПОПАТ было создано три самостоятельных предприятия: ПАТП-1 (на базе филиала № 1), ПАТП-2 (на базе филиала № 2) и Пассажирский автокомбинат (ПАК).
Филиал № 1 был создан в 1977 году. Размещался в посёлке ЗЯБ («Гараж-200») на территории, общей площадью 48000 кв. м. Численность работающих составляла 1180 человек. В составе Производственного объединения пассажирского автотранспорта коллектив филиала осуществлял внутригородские перевозки, подвижным составом в 372 автобуса марки ЛиАЗ-677 и Ikarus 280 по 21 городскому маршруту, протяженностью 556,7 км. За день автобусами филиала перевозилось в среднем 200,0 тыс. человек.
В 1991 году филиал № 1 был переименован в ПАТП-1. В 2008 году ПАТП-1 было официально объявлено банкротом.
Филиал № 2 располагался на площадке Промкомзоны и занимал площадь 4,7 га. С 1977 года коллектив филиала, численностью 906 человек и подвижным составом в 362 автобуса обеспечивал специализированными перевозками работников ОАО «КамАЗ» и завода «Татэлектромаш». График движения составлен так, что в часы «пик» интервал движения меду автобусами составлял 1-3 минуты. Территория филиала была оборудована шестью линиями электроподогрева, на весь подвижной состав четырех автоколонн. В 1990-е годы построено двухэтажное здание административно-бытового помещения, контрольно-пропускной пункт, механическая мойка на две линии, с линей ЕО и 2-х этажным помещением для ремонтных рабочих. На коммунистических субботниках и воскресниках был сооружен фонтан, который и сейчас служит украшением местного пейзажа. Коллектив филиала в 1991 году добился значительных экономических показателей: план по доходам был выполнен на 106,6% , производительность труда — 112%, средняя зарплата одного работающего составляла 4892 рубля. С 1991 по 2002 год филиал № 2 носил официальное название ПАТП-2. В 2002 году предприятие было расформировано: часть коллектива и автотранспорт были переданы в ПАТП-1 и ПАК.
Филиал № 3 (ранее называвшийся «Открытая стоянка») — с 1972 по 1992 годы занимал территорию площадью 3,8 гектара в районе Красных Челнов. С 1991 по 1992 год структура имела название ПАТП-3. Коллектив филиала с численностью 890 человек, подвижной состав — 430 единиц автобусов: марки ЛАЗ-695, ЛАЗ-697, ЛАЗ-699 и Ikarus 256. С 1977 года специализировался на вахтовых перевозках. Осуществлял организацию перевозок: строителей, рабочих монтажных организаций, которые обеспечивали строительство КамАЗ, Татарской АЭС, завода транспортного электрооборудования, Нижнекамской ГЭС, пригородной сельскохозяйственной зоны. Кроме этого, обслуживал 13 междугородних и 14 пригородных маршрута.
Однако произведённые структурные преобразования не пошли разделившимся предприятиям на пользу. В плачевном состоянии оказались два первых. В итоге через несколько лет они подверглись процедуре банкротства.
К концу 2000-х годов частные автобусы малой вместимости ПАЗ-3205 и маршрутные такси особо малой вместимости (микроавтобусы) ГАЗель-3221 практически заменили муниципальные автобусы.
Непомерно возросшее количество автобусов и особенно ГАЗелей привело к возникновению нездоровой конкуренции между перевозчиками, экологическим проблемам, большой нагрузке на городские дороги, и самое главное, к снижению безопасности пассажирских перевозок. Для решения этой задачи в Набережных Челнах, впервые в Республике Татарстан был проведён открытый конкурс среди перевозчиков всех форм собственности на право осуществления пассажирских перевозок по городскому заказу по муниципальным автобусным маршрутам.
Начиная с 2009 года в городе начата реформа городского автобусного сообщения, имеющая целью вытеснение маршрутных такси особо малой и малой вместимости и восстановление парка и маршрутной сети автобусов.
В середине 2010-х гг. началась массовая эксплуатация газомоторных автобусов и опытная эксплуатация электробусов, внедрены электронная система оплаты проезда и подключение к спутниковой навигации, а также началась установка электронных табло в салонах и дисплеев прибытия на остановках.

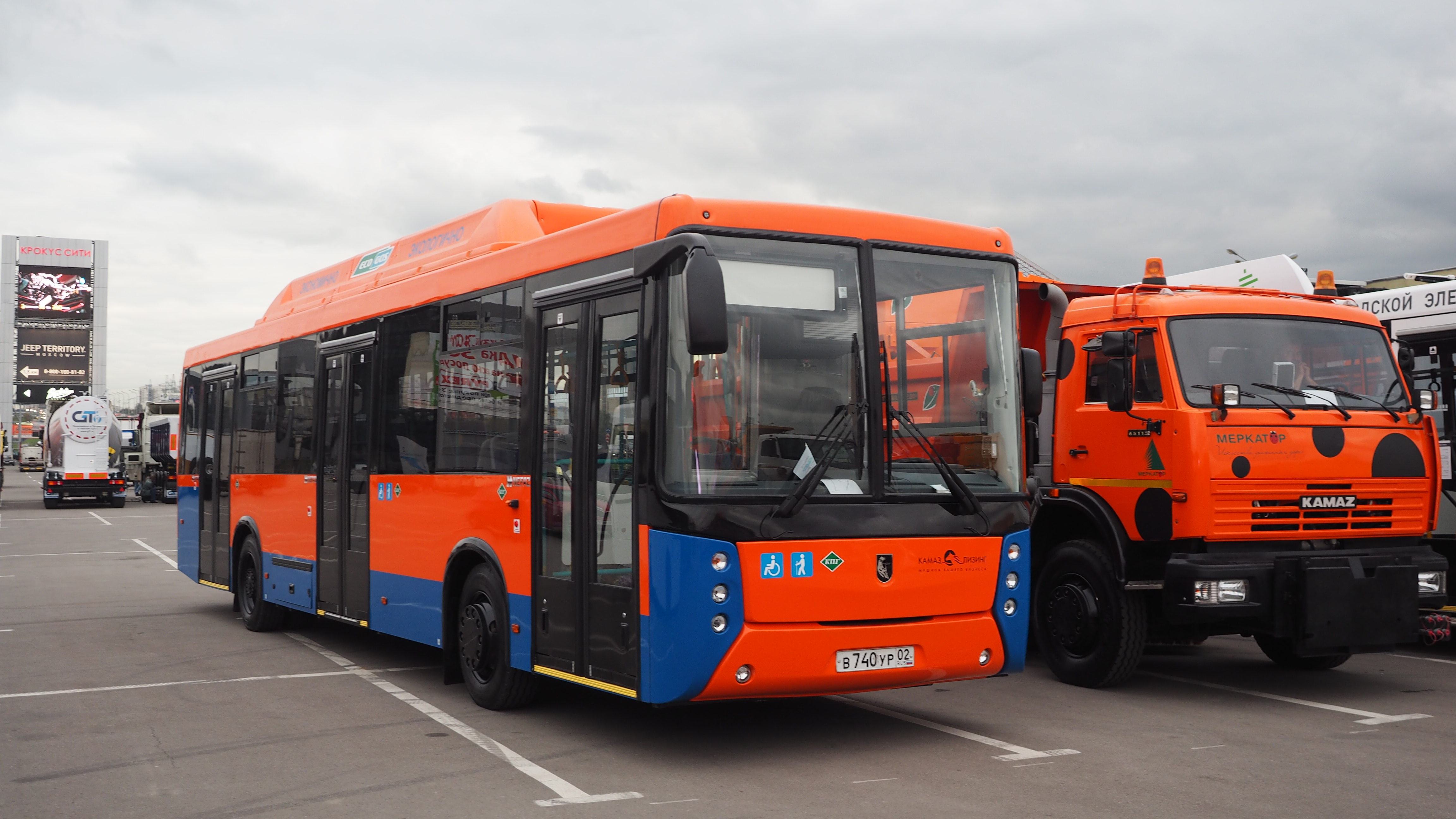
Автобус НЕФАЗ-5299 для Набережных Челнов. Выставка «Комтранс-2015».

В 2015 году в Набережных Челнах была проведения оптимизация городских автобусных перевозок, путём привлечения профильного проектного института. В результате была сформирована новая муниципальная автобусная маршрутная сеть, утверждённая Постановлением Исполнительного комитета муниципального образования город Набережные Челны от № 4130 от 15 июля 2015 года, включающая в себя 19 маршрутов, в том числе 6 маршрутов для автобусов большой вместимости и 13 маршрутов для автобусов малой вместимости. На условиях лизинга было закуплено 190 единиц новых автобусов НефАЗ-5299 на газовом топливе. Они вышли на маршруты в сентябре того же года. Однако в начале 2020 года в связи с образованием значительных сумм задолженности по лизинговым платежам все автобусы были возвращены в лизинговую компанию. Таким образом город остался без автобусов большой вместимости.
Решение этой проблемы началось в 2021 году в рамках новой транспортной реформы. В Набережных Челнах приступили к созданию нового парка автобусов большой вместимости. Первая партия из 21 автобуса НЕФАЗ−5299−40−52 поступила в город в начале сентября 2021 года. Всего в период с 2021 по 2024 годы городом было закуплено 135 автобусов НЕФАЗ-5299. Все поступившие в город новые автобусы были передана на баланс МУП «Горкоммунхоз», который принял на себя функции муниципального перевозчика.

## Маршруты
| №  | Конечная остановка 1 | Конечная остановка 2 | Основные пути следования                                              | Перевозчик         | Примечания    |
| -- | -------------------- | -------------------- | --------------------------------------------------------------------- | ------------------ | ------------- |
| 2  | Тула-2               | Корпорация Haier     | Проспект Московский                                                   | МУП «Горкоммунхоз» |               |
| 3  | Корпорация Haier     | Тула-2               | Проспект Московский                                                   | МУП «Горкоммунхоз» |               |
| 4  | ЗМА                  | Улица Усманова       | Проспект Чулман — ЖК Притяжение — проспект Мира — проспект Московский | МУП «Горкоммунхоз» |               |
| 5  | Корпорация Haier     | Мясокомбинат         | Проспект Чулман                                                       | МУП «Горкоммунхоз» |               |
| 6  | Улица Усманова       | ЗМА                  | Проспект Московский — проспект Мира — ЖК Притяжение — проспект Чулман | МУП «Горкоммунхоз» |               |
| 8  | Элеваторная          | Рынок Закамье        | Проспект Мусы Джалиля                                                 | МУП «Горкоммунхоз» | микроавтобусы |
| 9  | IT Парк              | Улица Фоменко        | Улица Раскольникова — проспект Московский — Замелекесье               | МУП «Горкоммунхоз» | микроавтобусы |
| 10 | Корпорация Haier     | Мясокомбинат         | Проспект Сююмбике                                                     | МУП «Горкоммунхоз» |               |
| 13 | Корпорация Haier     | Корпорация Haier     | Проспект Фоменко — проспект Мира                                      | МУП «Горкоммунхоз» |               |
| 22 | Улица Усманова       | Мясокомбинат         | Проспект Мира                                                         | МУП «Горкоммунхоз» |               |
| 26 | Улица Усманова       | Улица Усманова       | Проспект Вахитова — проспект Мира — Замелекесье                       | МУП «Горкоммунхоз» |               |

## Перевозчики

### Действующие
| Наименование       | Обслуживаемые маршруты          | Подвижной состав        |
| ------------------ | ------------------------------- | ----------------------- |
| МУП «Горкоммунхоз» | №1, 2, 3, 4, 5, 8,9, 22, 10, 26 | НЕФАЗ-5299, ГАЗель NEXT |

### Прекратившие существование
| Наименование           | Обслуживаемые маршруты                                    | Год закрытия       |
| ---------------------- | --------------------------------------------------------- | ------------------ |
| ОАО «ПАТП-2»           | заводские, городские маршруты                             | 2006 (банкротство) |
| ОАО «ПАТП»             | городские маршруты                                        | 2008 (банкротство) |
| ЗАО «ПАК-Инвест»       | заводские, городские, пригородные, междугородние маршруты | 2015 (банкротство) |
| МУП «Электротранспорт» | городские маршруты                                        | 2020 (банкротство) |

## Подвижной состав
По состоянию на 1 января 2025 года парк автобусов состоит из 135 автобусов НЕФАЗ-5299, обслуживающих подавляющее большинство городских маршрутов, а также около 50 автобусов малой вместимости ГАЗель NEXT, обслуживающих маршруты №8 и №9. Все автобусы НЕФАЗ-5299 оснащены дизельными двигателями, имеют 100% низкий уровень пола и оформлены в синем цвете (оттенок RAL 5015). Последняя полученная городом партия автобусов в количестве 44 единиц имеет также кондиционеры. Всего планируется довести количество новых автобусов НЕФАЗ-5299 до 250 единиц.

## Стоимость проезда и порядок оплаты
По состоянию на 1 января 2025 года стоимость проезда составляет 40 сорок рублей. Оплата производится наличными денежными средствами и электронно (через терминалы). С 1 февраля 2025 года также действуют проездные билеты. Стоимость месячного безлимитного билета составляет 2 400 рублей и позволяет пользоваться и автобусами и трамваями.

## Происшествия
- 4 августа 2006 года — на перекрёстке проспекта Мира с улицей Королёва, микроавтобус «ГАЗель» 305 маршрута столкнулся с военным автомобилем «УАЗ». В результате ДТП — одна из пассажирок «ГАЗели» — молодая девушка, погибла на месте, около 11 человек, с различными травмами были доставлены в больницу.
- 27 октября 2006 года — на Набережночелнинском проспекте пассажирский автобус ЛАЗ-695 врезался в трамвай. 13 человек, находившихся в салоне автобуса получили ранения[14].
- 19 марта 2013 года — на мосту Хасана Туфана на пересечении с первой автодорогой при сложных погодных условиях (гололед и сильный боковой ветер) перевернулся пассажирский автобус НефАЗ-5299 в котором около 100 рабочих Прессово-рамного завода КамАЗа ехали на работу. Пострадали 5 человек[15][16].
- 28 сентября 2024 года — на проспекте Вахитова полностью сгорел автобус НЕФАЗ-5299, следовавший по маршруту №26[17].

## Фотогалерея
Автобусы, работавшие на городских маршрутах в Набережных Челнах в разные годы:

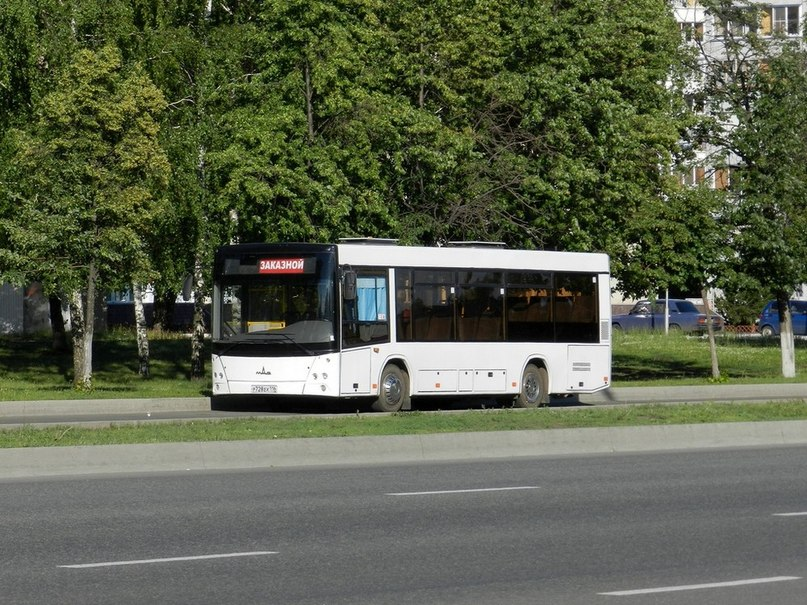
МАЗ-206  маршрута № 305
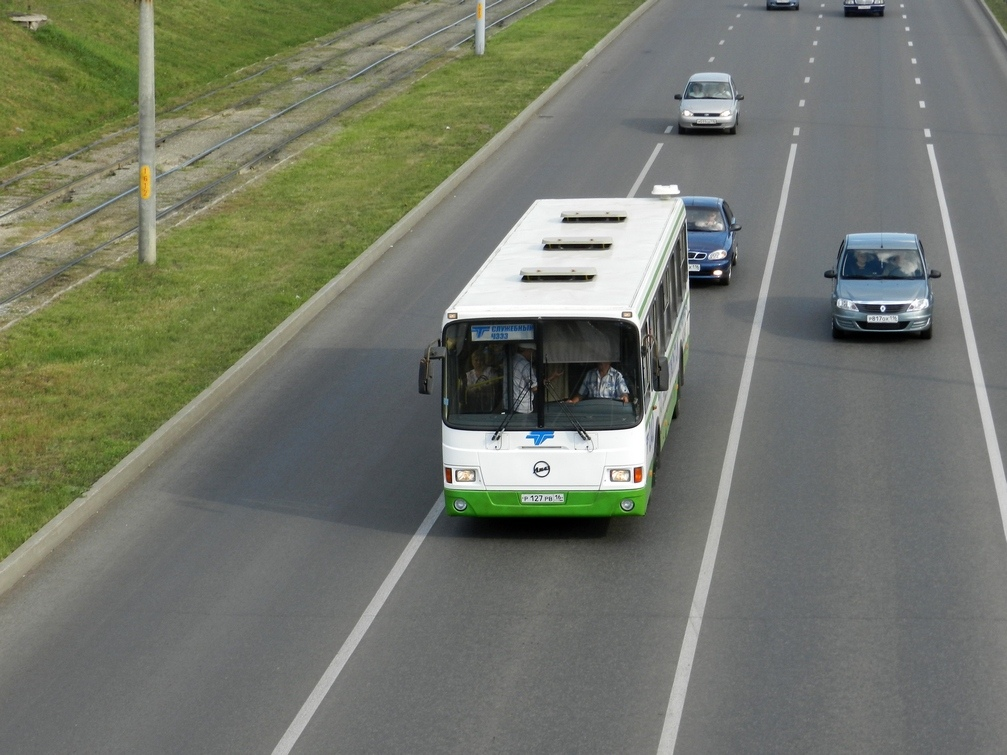
Вахтовый автобус ЛиАЗ-5256.36 на проспекте Вахитова
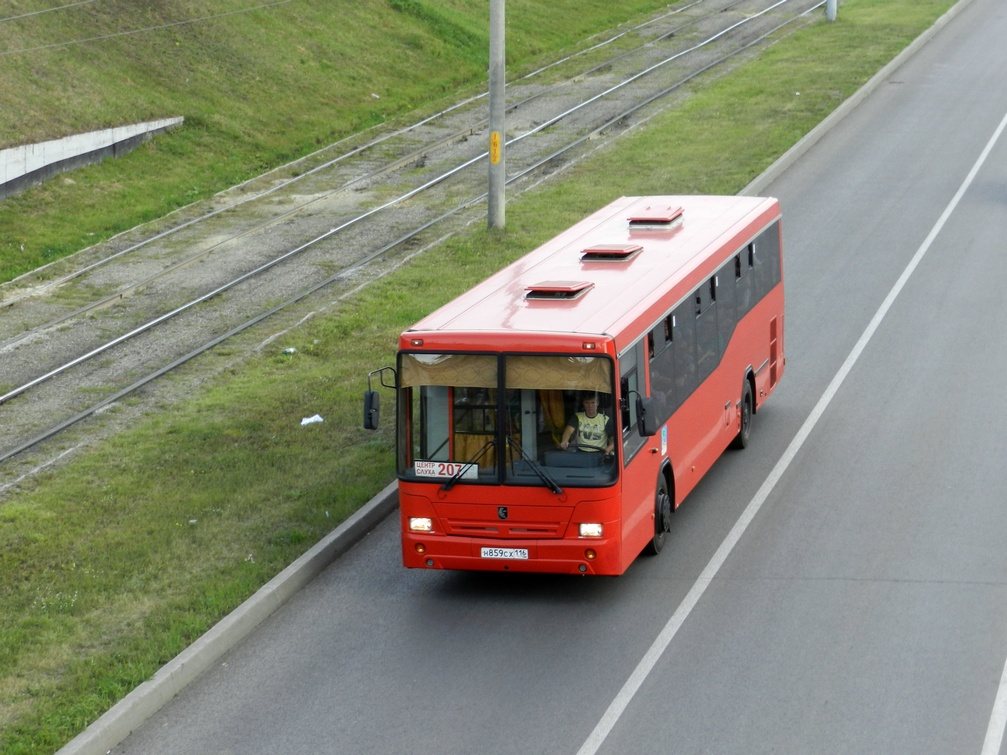
НЕФАЗ-5299  маршрута № 207А на проспекте Вахитова
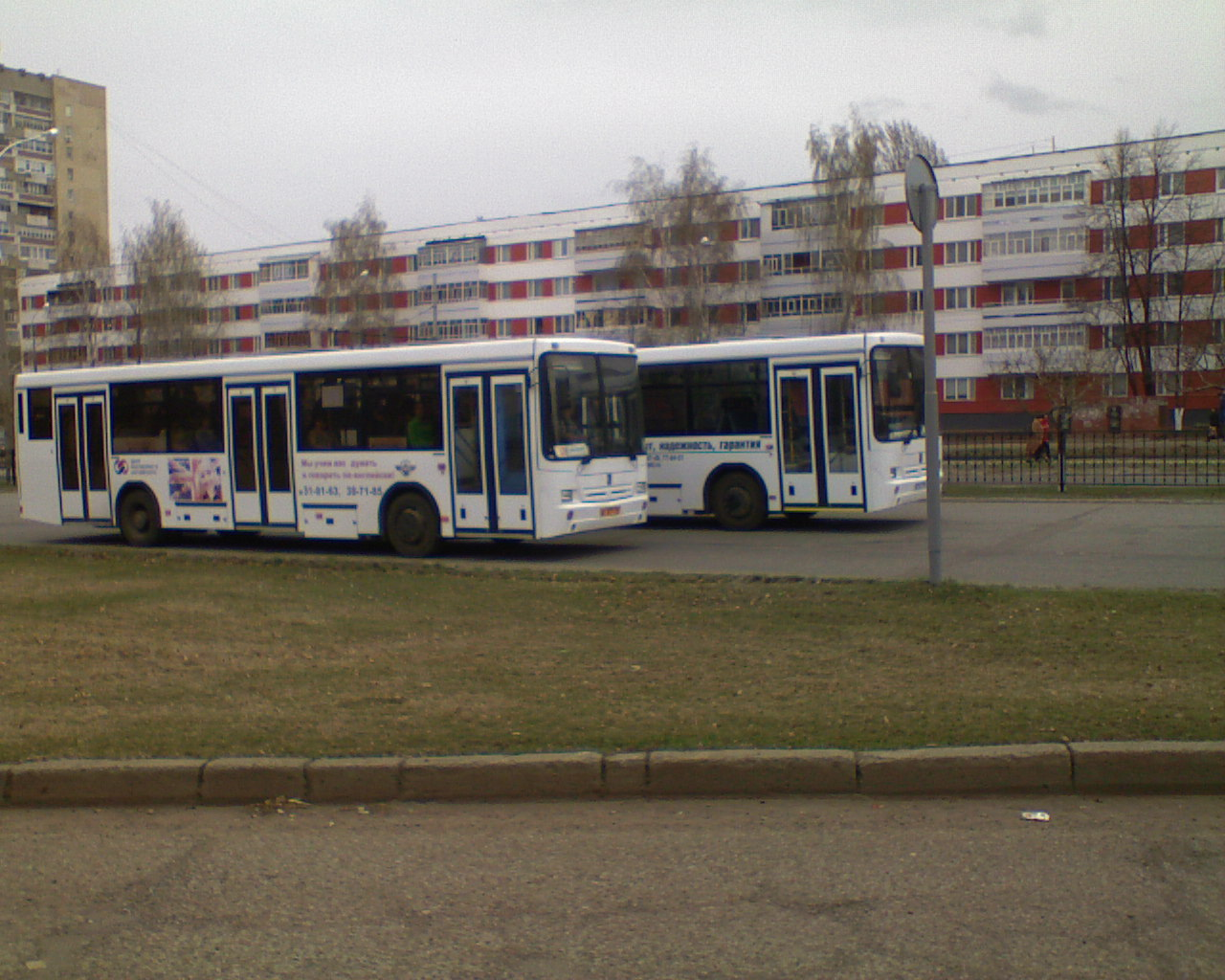
НЕФАЗ-5299  на проспекте Сююмбике
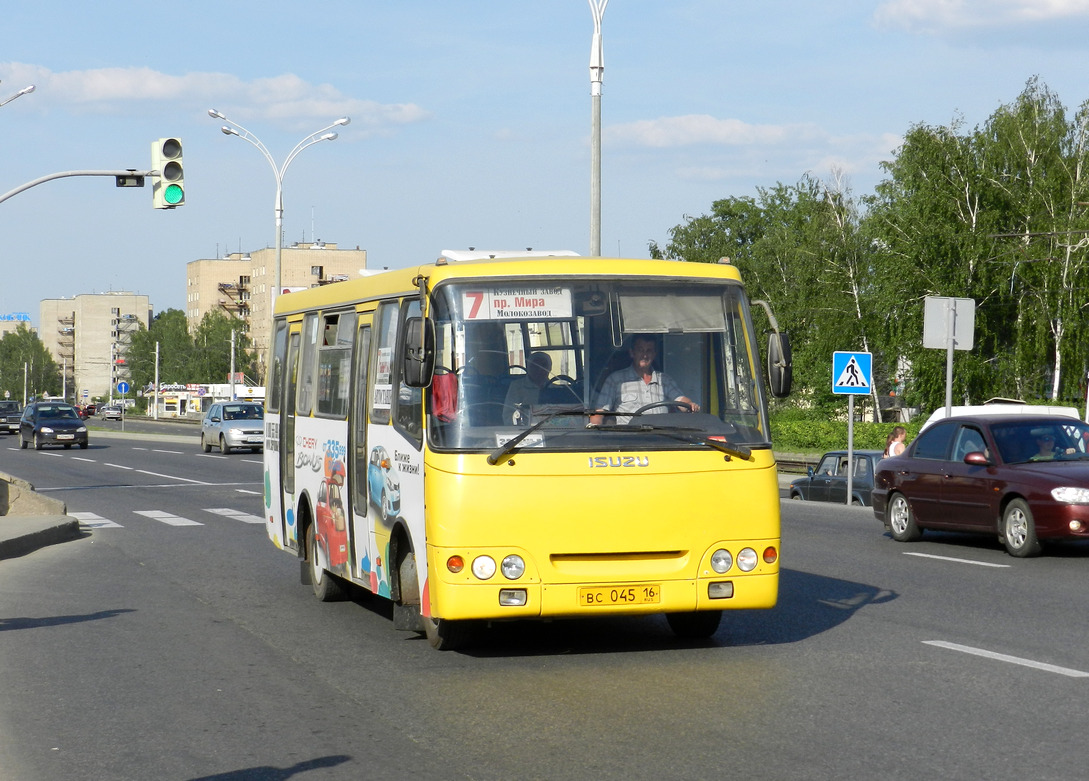
Богдан А09204 на проспекте Мусы Джалиля
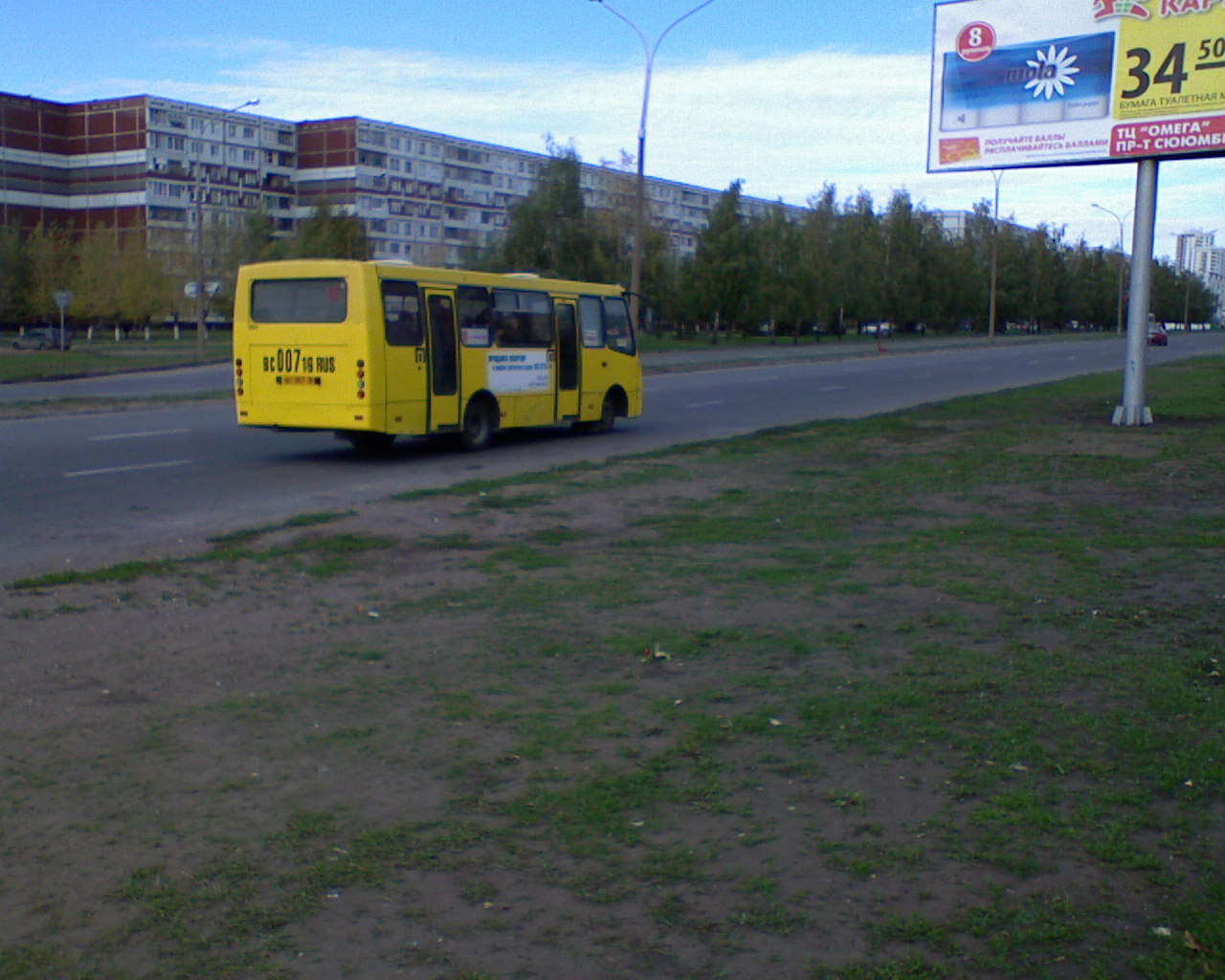
Богдан А09204 маршрута № 10
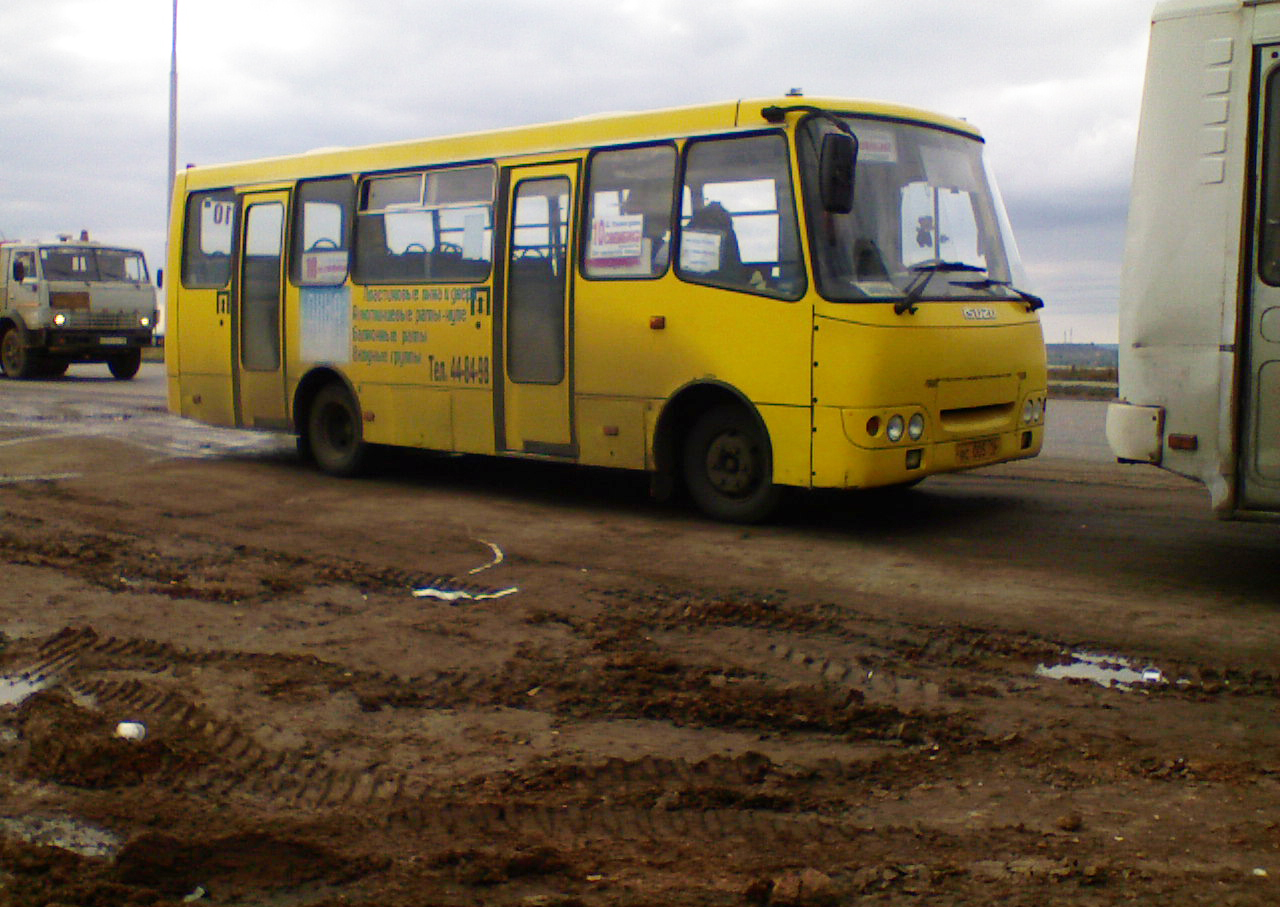
Богдан А09204 на остановке «Молокозавод»
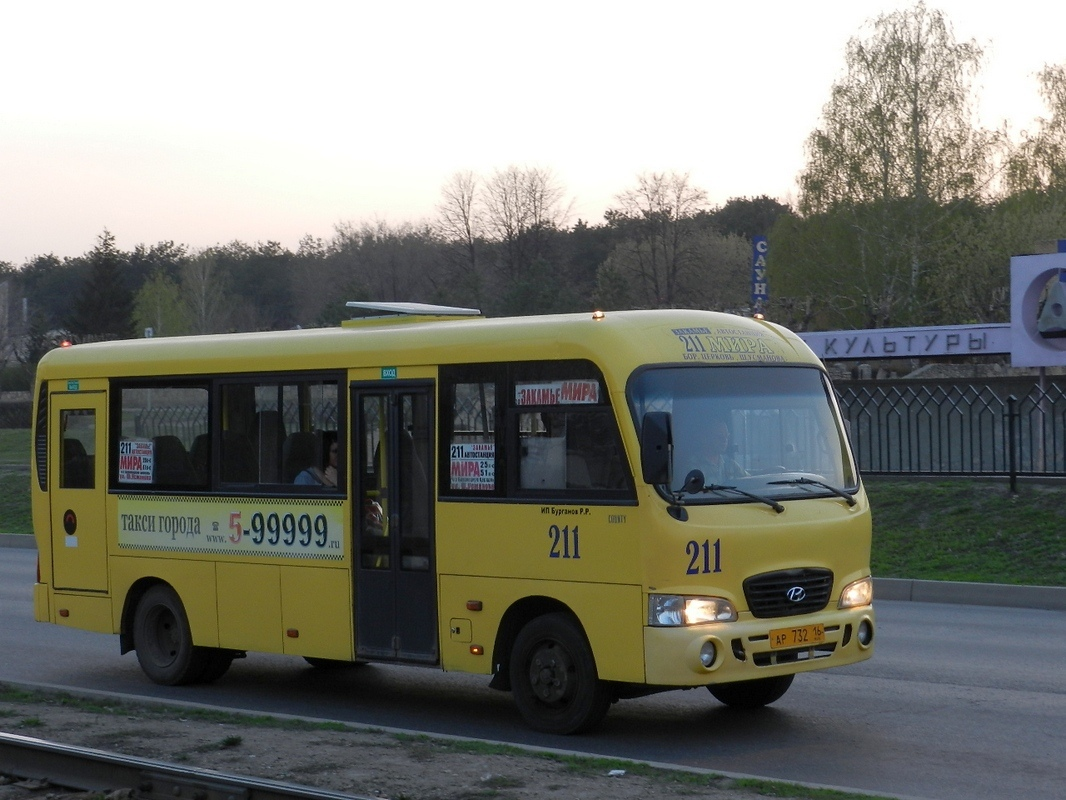
Hyundai County маршрута № 211
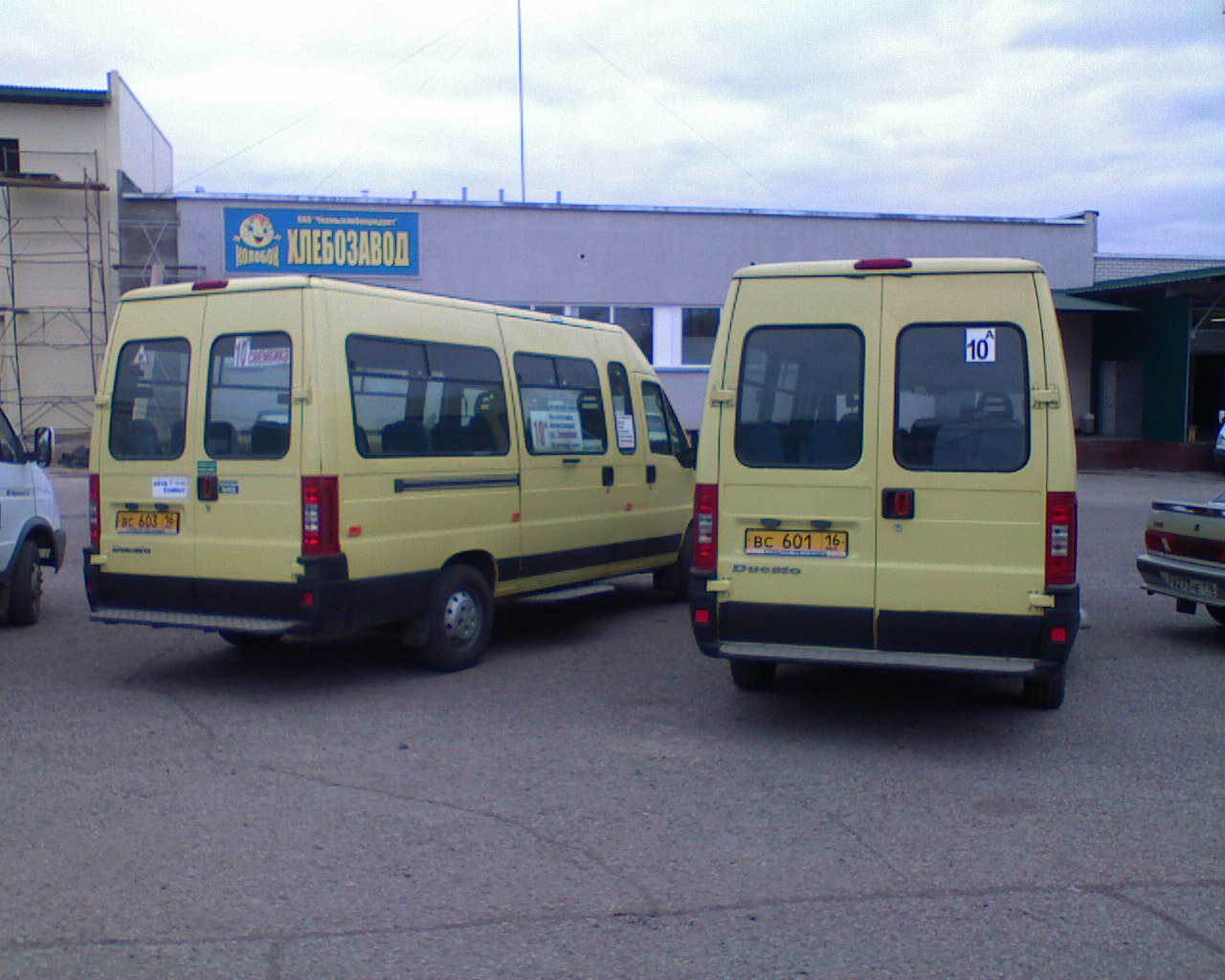
Микроавтобусы Fiat Ducato маршрута № 10А
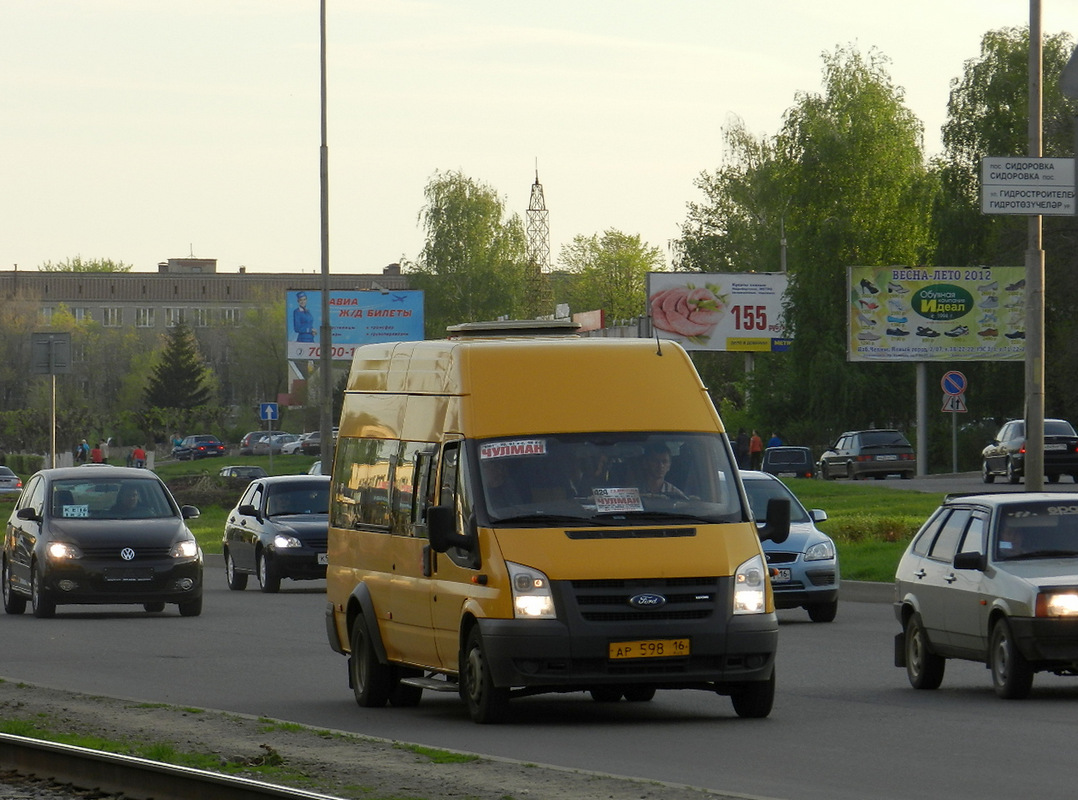
Микроавтобус Нижегородец-222702 (Ford Transit) в посёлке ГЭС
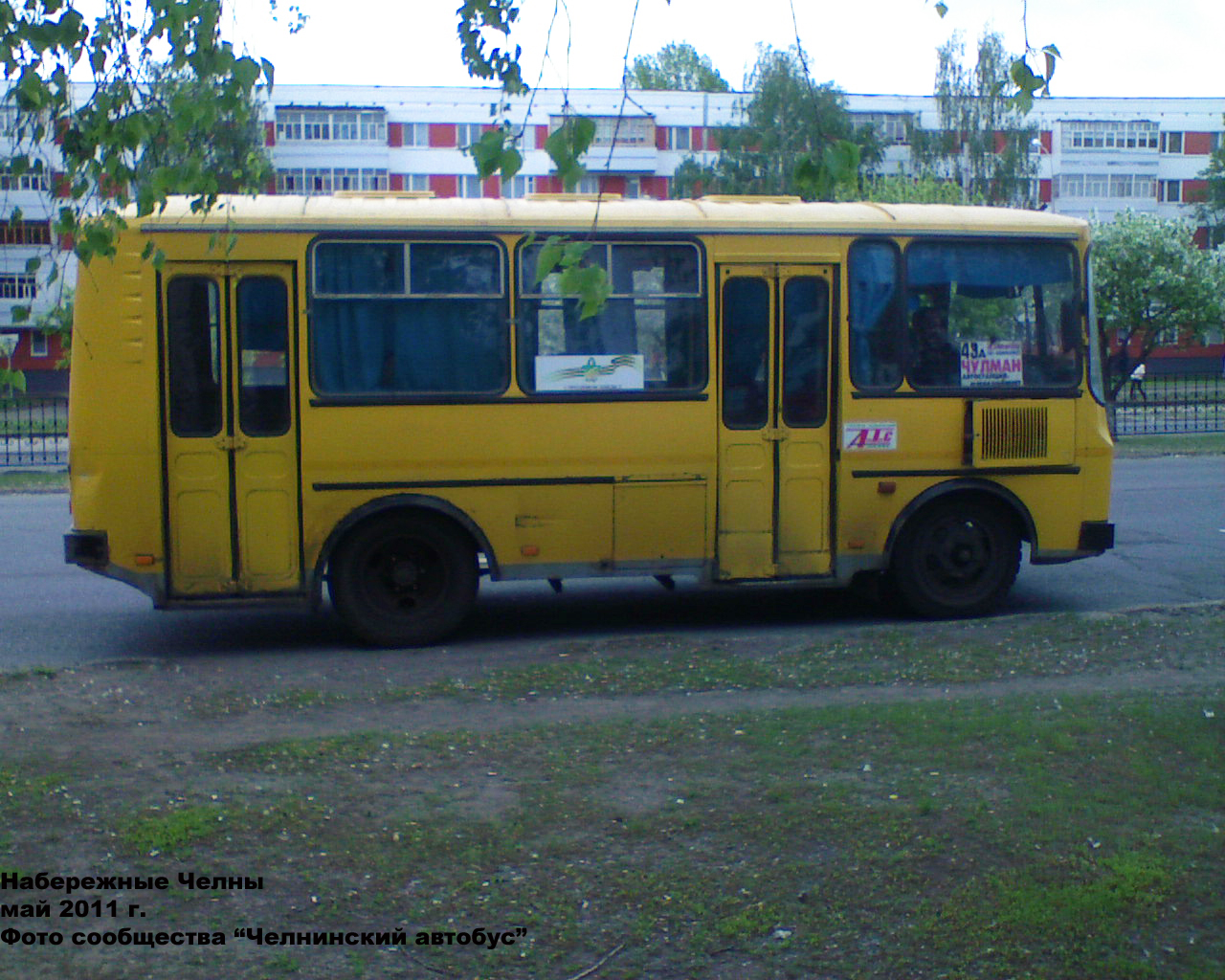
ПАЗ-3205 маршрута № 43А
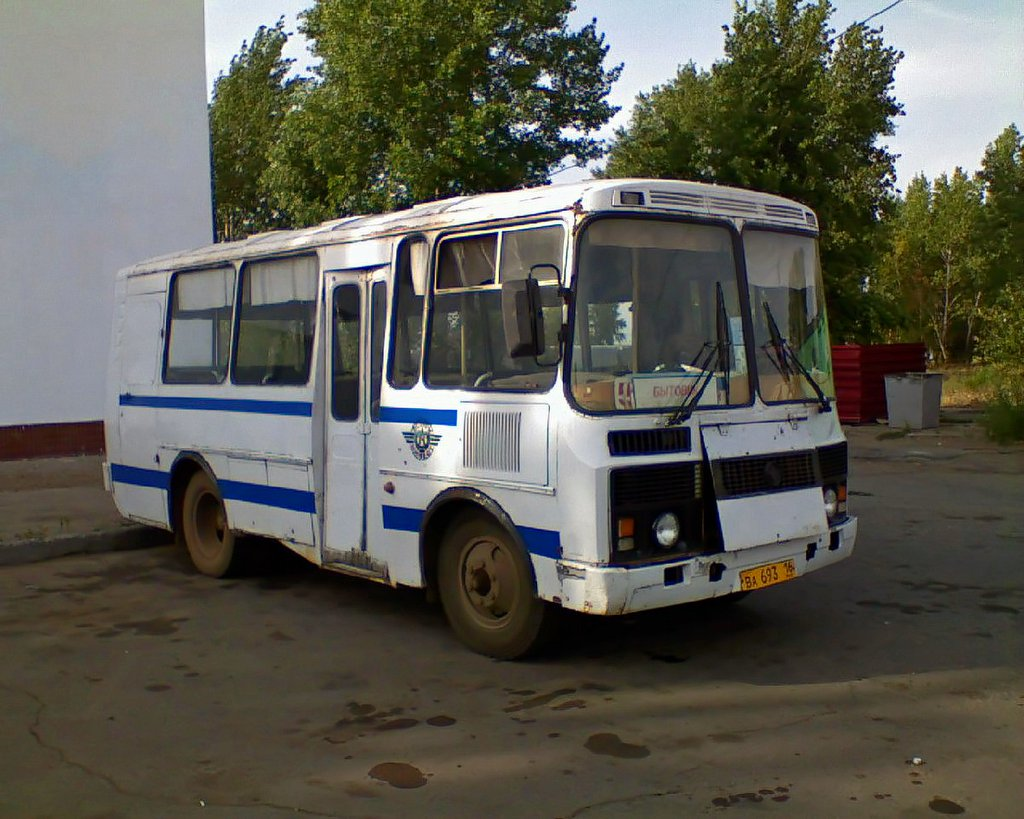
Служебный автобус ПАЗ-3205 ЗАО «ПАК-инвест»